# Carex barrosii
Espèce
Classification phylogénétique
Carex barrosii est une espèce de plantes du genre Carex et de la famille des Cyperaceae.